# Сапега, Юзеф Станислав
Юзеф Юлиан Станислав Сапега (16 января 1708, Гданьск — 4 декабря 1754, Вильно) — государственный и церковный деятель Великого княжества Литовского, каноник гнезненский (1728—1732) и варшавский (1730), архидиакон жемайтский (1733), ректор трокский (1739), референдарий великий духовный литовский (1737-1754), епископ-коадъютор виленский (1737—1754).

## Биография
Происходил из черейско-ружанской линии магнатского рода Сапег герба «Лис», второй сын маршалка великого литовского Александра Павла Сапеги (1672—1734) и Марии Криштины де Бетюн (1677—1721). Братья — Казимир Леон и Михаил Антоний.
Его крестным отцом был польский король Станислав Лещинский.
До 1727 года учился в иезуитском коллегиуме в Бранево, затем в семинарии Святого Креста в Варшаве. 18 апреля 1729 года стал иподиаконом, 5 марта 1730 году был назначен архидиаконом жемайтским. 14 марта 1732 года был рукоположен в диаконы, а 8 мая тоого же года — в священники.
В 1733 года на элекционном сейме Юзеф Станислав Сапега поддержал кандидатуру Станислава Лещинского на польский королевский престол, после его отречения уехал вместе с ним в Гданьск и Кенигсберг. Назначение его в сан епископа каменецкого не было утверждено папским престолом. Благодаря поддержке канцлера великого литовского Яна Фредерика Сапеги, Юзеф Станислав Сапега был принят польским королём Августом III Веттином, от которого в 1737 году получил назначение на должность епископа-коадъютора виленского.
В 1740 году вместе с братом Михаилом Антонием добился права опеки над своими племянниками Александром Михаилом и Михаилом Ксаверием Сапегами, что привело к более активному участию епископа в политических делах. В 1740-1742 годах принимал активное участие в имущественных спорах с Радзивиллами, которые с переменным успехом вплоть до совершеннолетия Александра Михаила Сапеги.
В 1746 году Юзеф Станислав Сапега выступил против гонения на православную црековь как реакцию на преследование католицизма на Смоленщине, входившей в состав Российской империи. После большого пожара в Вильно в 1748 году разработал новый план литовской столицы, чточбы избежать подобных катастроф в будущем. Однако этот план был отклонен магистратом из-за больших затрат на его осуществление.
Собрал собственную библиотеку, переписывал книги, исследовал и упорядочил архивы Сапег. В 1753 году приобрел телескоп для Виленской академии.
Скончался 4 декабря 1754 года в Вильно, был похоронен в Виленском кафедральном соборе.